# 柚野村 (山口県)
柚野村（ゆのそん）は、山口県佐波郡にあった村。現在の山口市徳地野谷・徳地柚木にあたる。

## 地理
- 山岳 ： 飯ヶ岳、日暮ヶ岳、牛頭山、津々良ヶ岳、高羽ヶ岳、野道山、下深山
- 河川 ： 佐波川

## 歴史
- 1889年（明治22年）4月1日 - 町村制の施行により、野谷村・柚木村の区域をもって発足。
- 1937年（昭和12年）4月14日 - 山火事が発生。約200町歩の山林を焼く被害[1]。
- 1955年（昭和30年）4月1日 - 出雲村・島地村・串村・八坂村と合併して徳地町が発足。同日柚野村廃止。